# San Mateo Peñasco
San Mateo Peñasco là một đô thị thuộc bang Oaxaca, México. Năm 2005, dân số của đô thị này là 1732 người.